# Esteban Martinez
Pour les articles homonymes, voir Esteban Martinez (homonymie).
Esteban Martinez est un ancien joueur de volley-ball argentin né le 25 septembre 1961 à Necochea. Il mesure 1,92 m et jouait réceptionneur-attaquant.

## Clubs
| Club                       | Pays      | De        | À         |
| -------------------------- | --------- | --------- | --------- |
| Ferrocarril Oest           | Argentine | 1979-1980 | 1981-1982 |
| Panini Modène              | Italie    | 1982-1983 | 1983-1984 |
| Bradesco Rio de Janeiro    | Brésil    | 1984-1985 | 1984-1985 |
| Panini Modène              | Italie    | 1985-1986 | 1985-1986 |
| Club Italiano Buenos Aires | Argentine | 1986-1987 | 1986-1987 |
| Opel Agrigente             | Italie    | 1987-1988 | 1987-1988 |
| AS Cannes                  | France    | 1988-1989 | 1989-1990 |
| Capurso Gioia              | Italie    | 1990-1991 | 1990-1991 |
| Prep Reggio Emilia         | Italie    | 1991-1992 | 1991-1992 |

## Palmarès
- Coupe de la CEV (1)
  - Vainqueur : 1986

- Coupe de la CEV (2)
  - Vainqueur : 1983, 1984
- Championnat d'Italie (1)
  - Vainqueur : 1986
- Championnat d'Argentine (3)
  - Vainqueur : 1980, 1981, 1982
- Coupe d'Italie (1)
  - Vainqueur : 1986